# Kerekes József (geográfus)
Kerekes József (José Kerekes) (Miskolc, 1911. augusztus 3. – 1957. július 8., Tocantins folyó partja, Brazília, Carolina városka közelében) geográfus, geológus, barlangkutató.
Kisiparos szülők gyermeke volt. Alsó- és középfokú iskoláit Miskolcon végezte. 1929-ben Miskolcon érettségizett, majd a Budapesti Műszaki Egyetem gépészmérnöki karán folytatta tanulmányait. A geológia iránti erős érdeklődése miatt 1930-ban átiratkozott a Pázmány Péter Tudományegyetem földrajz-természetrajz tanári szakára. 1937-ben A tárkányi öböl morfológiája című témakörből doktorált. 1939-1940-ben a bécsi Collegium Hungaricum ösztöndíjasaként végzett kutatómunkát. Rendszeres tanulmányutakat tett a Keleti-Alpokban. Tudományos munkássága elsősorban karsztvidékek morfogenetikai és hidrológiai problémáinak megoldására irányult, de foglalkozott periglaciális jelenségek és folyamatok értelmezésével, valamint teraszmorfológiai kérdésekkel is. Sokat dolgozott a budai Várban lévő Barlangtani Múzeum kialakításán.
1945-ben kivándorolt Argentínába, ahol geológusként tevékenykedett. 1954-ben áttelepült Brazíliába, s többek között a Curucuina folyó völgyében végzett földtani térképező munkát. 1957 elejétől a Prospect vállalat alkalmazottjaként a Tocantins-medence hordaléklerakódásait és az itteni hajóút nehézségeit vizsgálta. Miközben a Carolina városka környékén elterülő széntelepek földtani viszonyait tanulmányozta, halálos kimenetelű baleset áldozata lett.

## Munkáiból
- A görömbölytapolcai Tavasbarlang. Barlangvilág, 1936. (6. köt.) 1–2. füz. 23–28. old.
- A Tárkányi öböl morfológiája. Földrajzi Közlemények, 1936. 64. köt. 80–97., 118–119. old.
- Megjegyzések a zsombolyok keletkezésének kérdéséhez. Barlangvilág, 1937. (7. köt.) 1–2. füz. 13–17. old.
- Az ürömi Ezüsthegyi barlang. Barlangvilág, 1937. (7. köt.) 1–2. füz. 23. old.
- Bibliographia spelaeologica hungarica. Barlangvilág, 1937. (7. köt.) 3–4. füz. 49–52. old.
- Fosszilis tundratalaj a Bükkben. Földrajzi Közlemények, 1938.
- Az egerkörnyéki barlangvidék kialakulása. Barlangkutatás, 1938. (16. köt.) 1. füz. 90–139. old.
- Bibliographia spelaeologica hungarica. Barlangvilág, 1938. (8. köt.) 1–2. füz. 25–32. old.
- Természetvédelem. Magyar Turista Élet, 1938. 6. évf. 11. sz. 12. old.
- Morfológiai adatok a Budai-hegység kialakulásához. Hidrológiai Közlöny, 18. (1938. évi) köt. 1939. 494–500. old.
- Barlangokban rendeznek be légoltalmi óvóhelyeket a londoniak számára. A Földgömb, 1939. 10. évf. 358. old.
- Barlangváros Szovjetoroszországban. A Földgömb, 1939. 10. évf. 158. old.
- Elragadó szépségű cseppkőbarlangot... A Földgömb, 1939. 10. évf. 158. old.
- Nemzeti parkká nyilvánították... A Földgömb, 1939. 10. évf. 159. old.
- A Szilicei jégbarlangról. Földrajzi Zsebkönyv, 1939. (1940.) 209–215. old.
- Az újabb barlangkutatások eredményei. Tapolcai Újság, Tapolca. 1939. szept. 24.
- A pestszentlőrinci fosszilis tundraképződmények. Földrajzi Közlemények, 1939.
- Adatok a forrás- és szinvavölgyi barlangok kialakulás-történetéhez. Barlangvilág, 1939. (9. köt.) 4. füz. 90–91. old. (előadás)
- A budavári barlangpincék. Természettudományi Közlöny, 1940. 72. köt. Pótfüzetek. 129–133. old.
- A lillafüredi és a forrásvölgyi barlangok üledékképződéséről. Barlangvilág, 1940. (10. köt.) 3–4. füz. 50. old.
- Hazánk periglaciális képződményei. Beszámoló a Magyar Királyi Földtani Intézet vitaüléseinek munkálatairól, 1941. 3. évf. 4. füz. 95–142. old.
- Központosították a német karszt- és barlangkutatást. Földtani Közlöny, 1941. 71. köt. 288–289. old.
- Bibliographia spelaeologica hungarica. III. közlemény. (1927-1930). Barlangvilág, 1941. (11. köt.) 1–4. füz. 39–48. old.
- Barlangtanulmányok. Barlangvilág, 1943. (13. köt.) 3–4. füz. 61. old. (előadás)
- A kővágóőrsi "madáritatók". Földrajzi Zsebkönyv, 1943.
- A budakörnyéki hévvizes barlangokról. Földrajzi Zsebkönyv, 1944. 6. évf. 21–33. old.
- Foszfátkutatások a homorodalmási barlangokban. (Csak cím, kézirat hiánya miatt nem jelent meg.) Beszámoló a Magyar Királyi Földtani Intézet vitaüléseinek munkálatairól, 1944. 6. évf. 4. füz. 163. old.